# Cosmophasis marxi
Cosmophasis marxi là một loài nhện trong họ Salticidae.
Loài này thuộc chi Cosmophasis. Cosmophasis marxi được Tord Tamerlan Teodor Thorell miêu tả năm 1890.